# Journée nationale de l’arbre
La Journée nationale de l’arbre, ou Jour de l'arbre (Arbor day en anglais), est le nom d'une célébration où les personnes sont invités à planter ou à entretenir des arbres. La fête fut initiée par J. Sterling Morton, alors secrétaire à l'Agriculture des États-Unis, et par Robert Furnas, qui décida de planter des arbres le 10 avril 1872 à Nebraska City. 
Cette fête, qui célèbre généralement l'arrivée du printemps et de la nature, est présente dans plusieurs pays. C'est aussi souvent l'occasion pour les pouvoirs publics de sensibiliser les populations en les invitant à planter un arbre afin de limiter les effets de la désertification.
La Journée internationale de l'arbre rime avec le reboisement, qui annule la désertification, cet acte faisant appel au gouvernement surtout pour amener la population de chaque pays à planter des arbres dans les normes justes.

## Célébration dans les pays
- Bénin : 1er juin depuis 1985, date de son institution[2]
- Brésil : 21 septembre[3]
- Cambodge : 9 juillet[4],[5]
- Chine : 12 mars
- Équateur : 22 mai[6]
- États-Unis : Dernier vendredi d'avril dans la plupart des états, depuis 1872 au Nebraska[7]
- France : Quelques villes organisent des journées de l'arbre, mais il n'y a pas de journée nationale exclusivement consacrée aux arbres[8].
- Luxembourg : un samedi de début novembre depuis 1991[9],[10]
- Québec : un mercredi en septembre, pendant la semaine nationale de l'arbre et des forêts[11].
- Malawi : le deuxième lundi de décembre
- Namibie : le deuxième vendredi d'octobre[12]
- Philippines : 25 juin[12]
- Sénégal : le premier dimanche d’août[13]
- Tunisie: le deuxième dimanche de novembre et le 30 avril durant le printemps
- Togo : 1er juin depuis 1977
- République du Congo : 6 novembre[14]
- République démocratique du Congo : 5 décembre
- Portugal : 21 mars
- Burundi: 24 avril
- Burkina Faso : 7 août depuis 2018[15].
- Niger: 3 août depuis 1975[16].

## Galerie

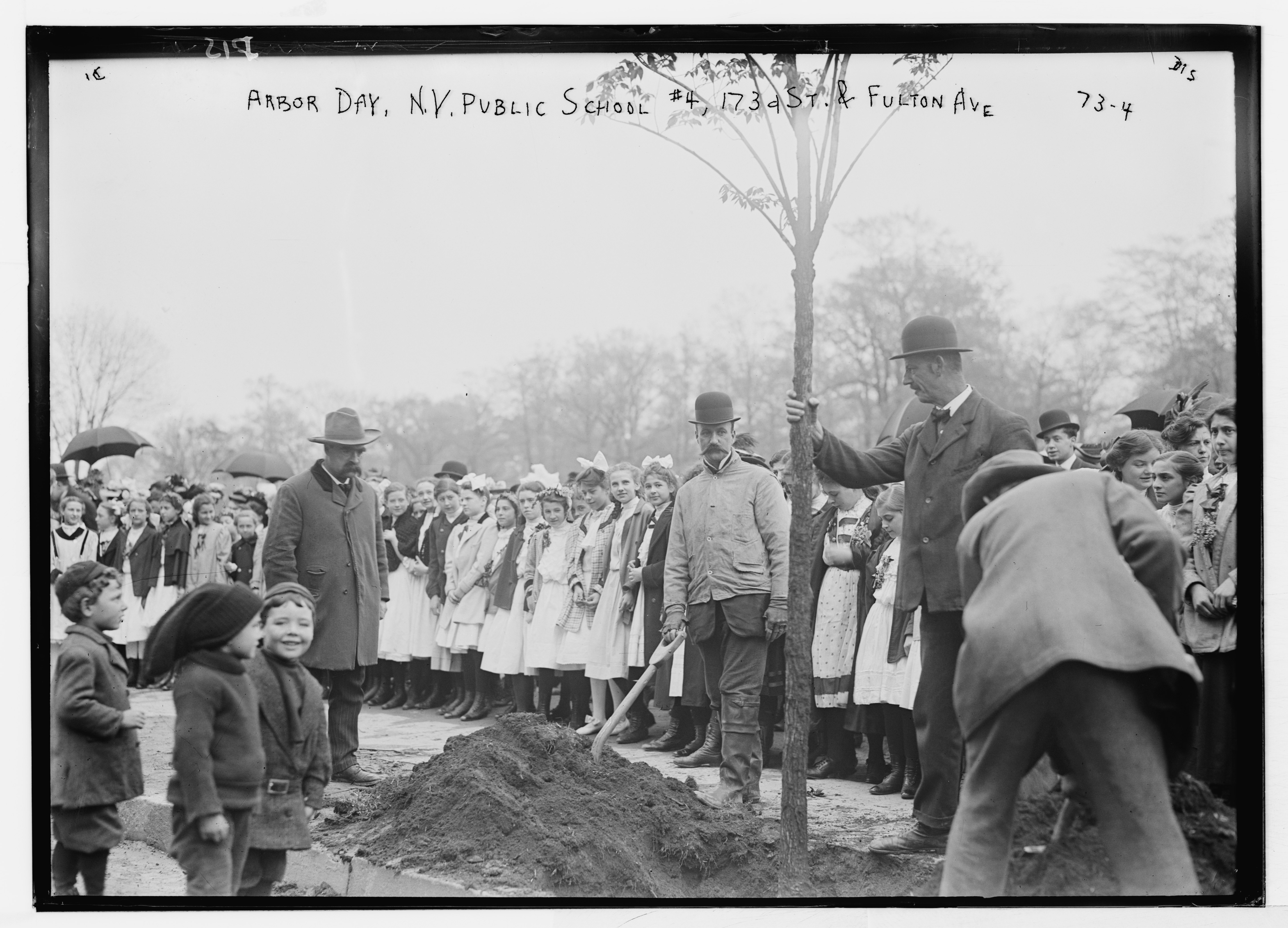
Arbor Day dans une école publique de New York
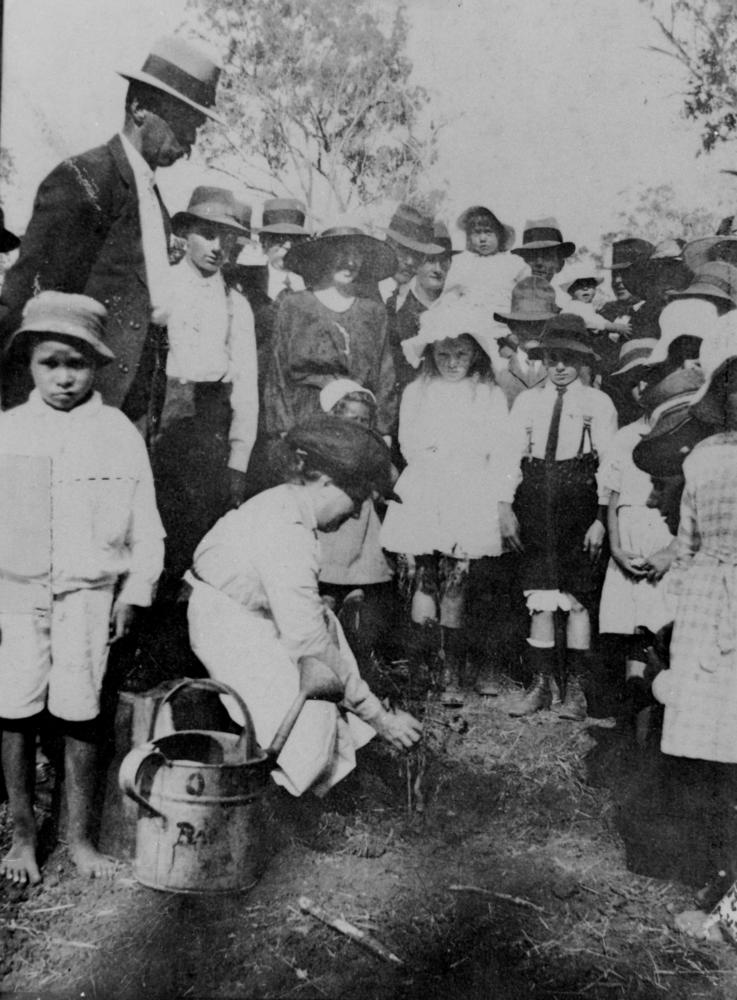
Arbor Day en Australie en 1920
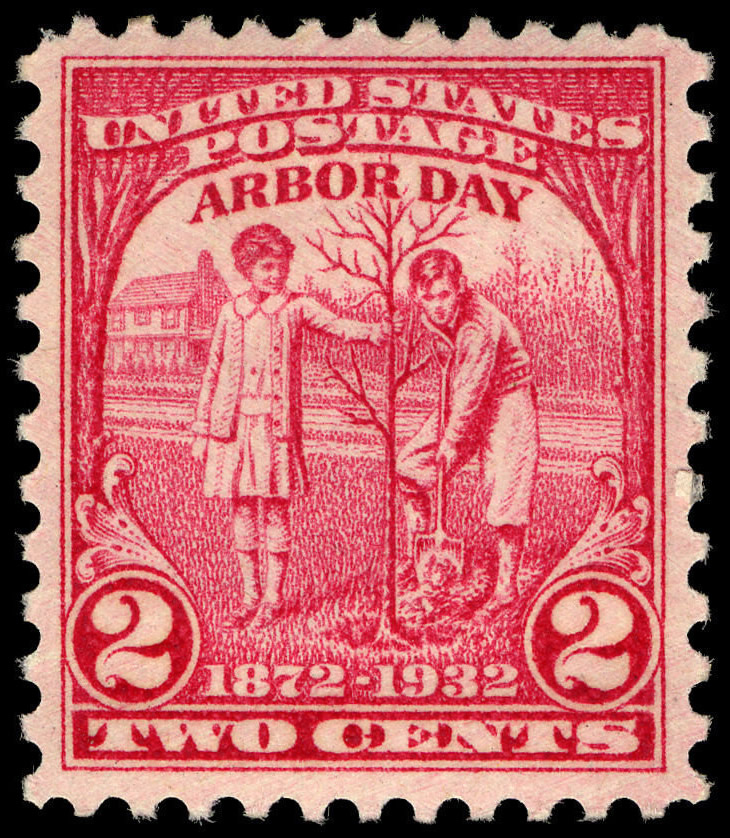
Arbor Day sur un timbre de 1932
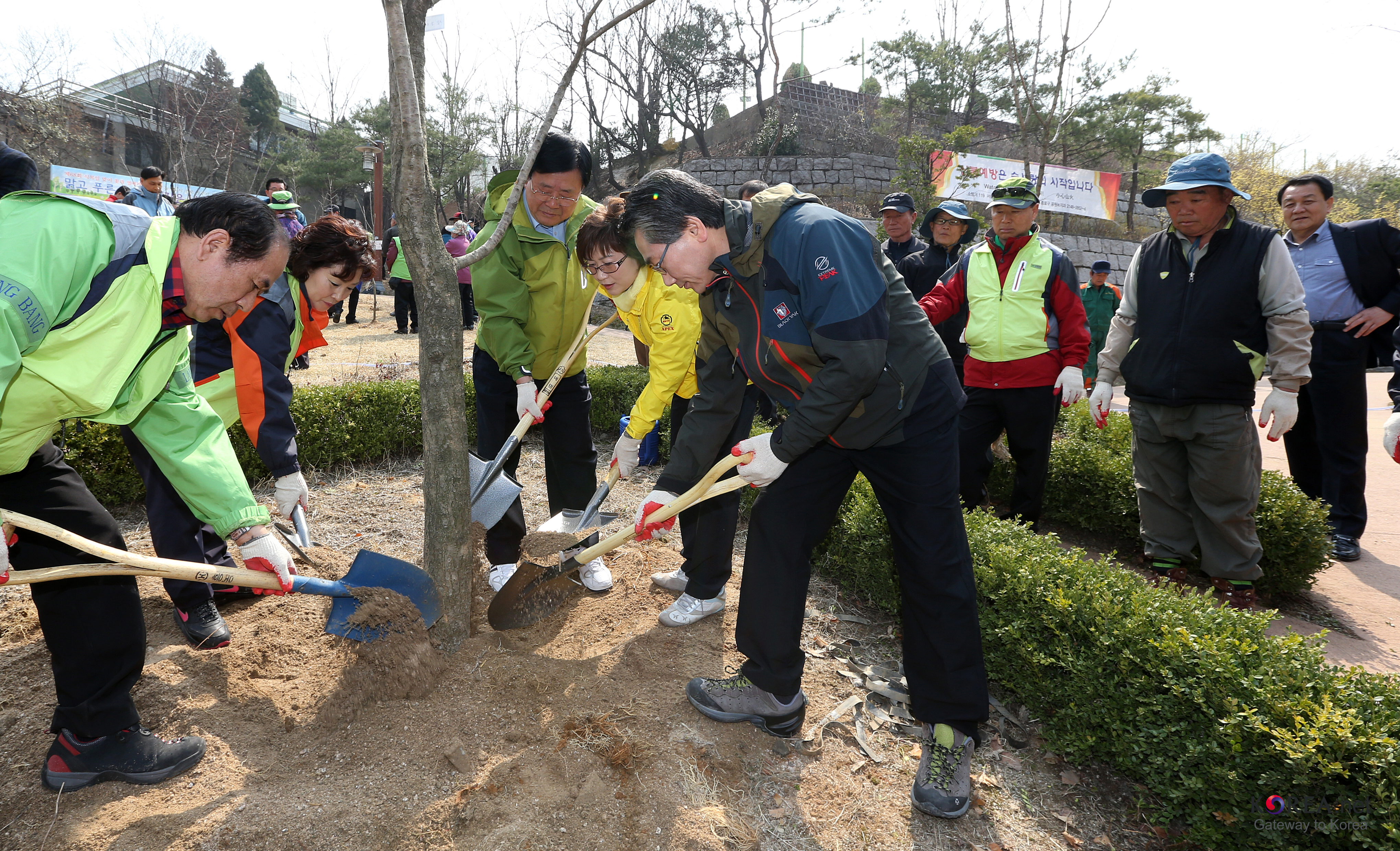
En Corée du Sud en 2013
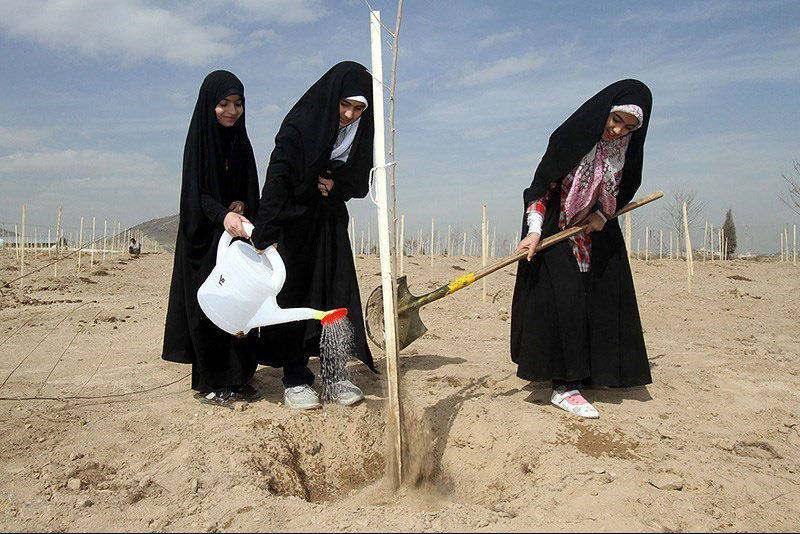
En Iran en 2014